# マブラヴ オルタネイティヴ Insertion song Collection
「マブラヴ オルタネイティヴ Insertion song Collection」（マブラヴ オルタネイティヴ インサーション・ソング・コレクション）は、JAM Projectのシングル。2005年5月25日にLantisから発売された。PCゲーム『マブラヴ オルタネイティヴ』のオープニング主題歌・挿入歌が収録されている。

## 概要
リード曲でありゲームのオープニング主題歌である「未来への咆哮」の歌唱、およびジャケットに関しては、JAM Projectの男性メンバー4名となっている。劇中挿入歌のカップリング2曲については、それぞれJAM Projectのメンバーでもある、影山ヒロノブと遠藤正明のソロ曲となっている。

## 収録曲
全作詞：影山ヒロノブ
1. 未来への咆哮 [4:41]
作曲：影山ヒロノブ、編曲：須藤賢一
歌：JAM Project feat.影山ヒロノブ、遠藤正明、きただにひろし、福山芳樹
PCゲーム『マブラヴ オルタネイティヴ』アバンOPテーマ
2. 翼 [5:15]
作曲・編曲：河野陽吾、歌：影山ヒロノブ
PCゲーム『マブラヴ オルタネイティヴ』挿入歌
3. Carry on [6:55]
作曲・編曲：河野陽吾、歌：遠藤正明
PCゲーム『マブラヴ オルタネイティヴ』挿入歌
4. 未来への咆哮（instrumental）
5. 翼（instrumental）
6. Carry on（instrumental）